# Gens Betiliena
La gens Betiliena fue una familia romana conocida desde las primeras décadas de la era imperial.

## Miembros
Se conoce principalmente por dos personas: Betilieno Baso fue triunviro monetalis en el reinado de Augusto, y es probablemente el mismo hombre que más tarde fuera ejecutado por orden de Calígula en el año 40 d. C., y Lucio Betilieno Varo, un arquitecto que construyó un acueducto y varios otros edificios públicos en Alatri, una ciudad del Lacio, donde pudo haberse originado esta gens.